# ティルヴァンナーマライ線
ティルヴァンナーマライ線（ティルヴァンナーマライせん）は、タミル・ナードゥ州ヴィリュップラム県のヴィリュップラム連絡駅から同州ヴェッルール県のヴェッルール駐屯地駅までを結ぶ、インド南部鉄道の鉄道路線である。

## 路線データ
- 路線距離：266km
  - ヴィリュップラム・ティルヴァンナーマライ間 : 106km
  - ティルヴァンナーマライ・ヴェッルール間 : 160km
- 軌間：1000mm (狭軌)
- 駅数：19駅（起終点駅含む）

## 列車種別
普通列車と、毎日運行の特別列車が運行されている。
- 普通列車、ヴィリュップラム・ヴェッルール間 : 842, 843, 844, 845
- 普通列車、ヴィリュップラム・ティルヴァンナーマライ間 : 841, 846
- 特別列車 (ティルヴァンナーマライ・ターンバラム発着、チェンナイ・マイラードゥトゥライ線直通) : 849, 850

## 駅名及び停車駅
- 「ティ止普」とは、ヴィリュップラム・ティルヴァンナーマライ間普通列車を指す。

| 駅名                                         | 駅間所要時間 | 普通 | ティ止普 | 特別 | 接続路線等                                                                                                  | 所在地                                       | 所在地 |
| -------------------------------------------- | ------------ | ---- | -------- | ---- | --- | -------------------------------------------- | ------ |
| ヴィリュップラム連絡駅 (VILLUPURAM JN)       | --           | ●    | ●        | ●    | チェンナイ・エルナークラム線・チェンナイ・マイラードゥトゥライ線 (特別849, 850直通)・パーンディッチェーリ線 | タミル・ナードゥ州・ヴィリュップラム県       |        |
| ヴェンカテーシャプラム駅 (VENKATESAPURAM)    | 14分         | ●    | ●        | ｜   | | タミル・ナードゥ州・ヴィリュップラム県       |        |
| テーリ駅 (TELI)                              | 6分          | ｜   | ●        | ｜   | | タミル・ナードゥ州・ヴィリュップラム県       |        |
| マーンバラパットゥ駅 (MAMBALAPATTU)          | 7分          | ●    | ●        | ｜   | | タミル・ナードゥ州・ヴィリュップラム県       |        |
| アーヤンドゥール駅 (AYANDUR)                 | 7分          | ●    | ●        | ●    | | タミル・ナードゥ州・ヴィリュップラム県       |        |
| ムハイユール駅 (MUGAIYUR)                    | 8分          | ●    | ●        | ｜   | 普通845は通過                                                                                               | タミル・ナードゥ州・ヴィリュップラム県       |        |
| ティルッコーヴィルール駅 (TIRUKKOVILUR)      | 10分         | ●    | ●        | ●    | | タミル・ナードゥ州・ヴィリュップラム県       |        |
| アーディッチャヌール駅 (ADHICHCHANUR)        | 13分         | ●    | ●        | ｜   | | タミル・ナードゥ州・ヴィリュップラム県       |        |
| アンダンパッラム駅 (ANDAMPALLAM)             | 9分          | ●    | ●        | ｜   | | タミル・ナードゥ州・ティルヴァンナーマライ県 |        |
| ターンダライ駅 (TANDARAI)                    | 8分          | ●    | ●        | ｜   | | タミル・ナードゥ州・ティルヴァンナーマライ県 |        |
| ティルヴァンナーマライ駅 (TIRUVANNAMALAI)    | 23分         | ●    | ●        | ●    | | タミル・ナードゥ州・ティルヴァンナーマライ県 |        |
| トゥリンジャプラム駅 (TURINJAPURAM)          | 13分         | ●    |          |      | | タミル・ナードゥ州・ティルヴァンナーマライ県 |        |
| アーガラム・シッパンディ駅 (AGARAM SIBBANDI) | 13分         | ●    |          |      | | タミル・ナードゥ州・ティルヴァンナーマライ県 |        |
| ポールール駅 (POLUR)                         | 19分         | ●    |          |      | | タミル・ナードゥ州・ティルヴァンナーマライ県 |        |
| アールニ・ロード駅 (ARNI ROAD)               | 23分         | ●    |          |      | | タミル・ナードゥ州・ティルヴァンナーマライ県 |        |
| セーダランパットゥ駅 (SEDARAMPATTU)          | 11分         | ●    |          |      | | タミル・ナードゥ州・ティルヴァンナーマライ県 |        |
| カンナーマンガラム駅 (KANNAMANGALAM)         | 12分         | ●    |          |      | | タミル・ナードゥ州・ティルヴァンナーマライ県 |        |
| カンニヤンパティ駅 (KANIYAMBADI)             | 14分         | ●    |          |      | | タミル・ナードゥ州・ヴェッルール県           |        |
| ヴェッルール駐屯地駅 (VELLORE CANT)          | 18分         | ●    |          |      | | タミル・ナードゥ州・ヴェッルール県           |        |